# Long Beach (Mississippi)
Long Beach ist eine Stadt innerhalb des Harrison County, Mississippi in den Vereinigten Staaten. Long Beach ist Teil der Metropolregion Gulfport–Biloxi–Pascagoula. Das U.S. Census Bureau hat bei der Volkszählung 2020 eine Einwohnerzahl von 16.780 ermittelt.

## Geschichte
Long Beach begann als landwirtschaftliche Stadt, die sich auf den Anbau von Rettiche spezialisiert hatte. Doch am 10. August 1905 wurde Long Beach eine Gemeinde und zu einer weiteren Stadt an der Golfküste von Mississippi. Im Laufe der Jahre entfernte sich die Stadt von ihrem landwirtschaftlichen Erbe und entwickelte sich in Richtung einer auf dem Tourismus beruhenden Wirtschaft.
Neunzehn Tage nach der Hundertjahrfeier der Stadt traf der Hurrikan Katrina die Stadt am 29. August 2005 und zerstörte fast alle Gebäude im Umkreis von 500 Metern von der Küste des Golfs von Mexiko. Viele Einwohner von Long Beach wurden obdachlos oder lebten in Häusern, die durch Wasser oder Wind beschädigt wurden.

## Klima
Die Stadt wird als mit einem subtropischen Klima klassifiziert. Dies bedeutet eine heiße, feuchte Monsunzeit, die im späten Frühjahr beginnt und im Frühherbst endet, mit häufigen Nachmittags- und Abendgewittern mit sintflutartigen Regengüssen, wobei die Gewitter in der Regel nicht lange andauern, aber stark oder sogar heftig sein können. Das Gebiet ist auch anfällig für tropische Wirbelstürme und Hurrikane.

## Demografie
Nach der Schätzung von 2019 leben in Long Beach 17.862 Menschen. Die Bevölkerung teilte sich im selben Jahr auf in 86,6 % Weiße, 7,8 % Afroamerikaner, 3,1 % Asiaten und 2,3 % mit zwei oder mehr Ethnizitäten. Hispanics oder Latinos aller Ethnien machten 6,0 % der Bevölkerung aus. Das mittlere Haushaltseinkommen lag bei 53.951 US-Dollar und die Armutsquote bei 14,1 %.